# Frank Eugene Lutz
Pour les articles homonymes, voir Lutz.
Frank Eugene Lutz (15 septembre 1879, Bloomsburg, Pennsylvanie – 27 novembre 1943) est un entomologiste américain qui a beaucoup travaillé sur la génétique de la Drosophile.

## Biographie
Il passe sa licence (A.B.) à Haverford College (Pennsylvanie) en 1900, puis son Master (A.M.) à l'Université de Chicago en 1902. Il entre ensuite à l'University College de Londres, Angleterre, où il a comme professeur Karl Pearson,. De 1904 à 1909 il est investigateur résident à la nouvelle Station for Experimental Evolution de la Carnegie Institution  à Cold Spring Harbor, New York, Long Island ; il y fait des recherches génétiques sur la  Drosophila. Il passe son doctorat (Ph.D.) à l'Université de Chicago en 1907 ; sa thèse porte sur les variations génétiques du criquet.
En 1909, il devient curateur assistant du département de zoologie des invertébrés au American Museum of Natural History, New York, puis devient curateur associé en 1916.
Il montra un grand intérêt pour la génétique de la Drosophile, dont il élevait des spécimens chez lui pour étudier les anomalies des veines de leurs ailes. C'est lui qui fournit à Morgan l'organisme modèle qui fit la célébrité de ce dernier. En effet, ayant trouvé dans son élevage une drosophile à yeux blancs, c'est probablement en 1909 qu'il en donna quelques descendants à Morgan : ainsi qu'il le dit lui-même en page 238 de son livre A lot of insects, étant lui-même trop occupé à étudier les anomalies des veines des ailes, Lutz n'avait pas le temps de se pencher sur cette autre anomalie, bien qu'il la trouvât des plus intéressantes. C'est en faisant se reproduire ces drosophiles que Lutz lui avait donnés, que Morgan retrouva en janvier 1910 les spécimens à yeux blancs qui lui ouvrirent la voie de son futur prix Nobel sur le sujet.
Il épousa Martha Ellen Brobson de Philadelphie en 1904. Ils eurent quatre enfants.

## Publications
Il écrivit de nombreuses contributions à des journaux et revues scientifiques sur les sujets de l'hérédité, des croisements, de l'entomologie, etc. Entre autres :
- The merits of the fruit fly[5].
- Experiments with Drosophila ampelophila concerning natural selection[6]
- Reproduction and sex determination. On the off-spring of certain wing-mutants x normal drosophila and sexual dimorphism[7].
- Diptera. On the biology of Drosophila ampelophila[7].
- Experiments concerning the sexual difference in the wing length of Drosophila ampelophila[8].
- List of greater antillean spiders with notes on their distribution[9]
- Apparently non-selective characters and combinations of characters, including a study of ultraviolet in relation to the flower-visiting habits of insects[10].
- Notes on the distribution and bibliography of North American bees of the families Apidae, Meliponidae, Bombidae, Euglossidae, and Anthophoridae[11].
- etc

Il écrivit aussi plusieurs livres :
- String-figures from the Patomana Indians of British Guiana (Nous avons seulement une Terre - 1912)[12]
- How to collect and preserve insects (1914)[13]
- Field Book of Insects of the United States and Canada (1917)[14]
- Culture Methods for Invertebrate Animals (1937)[15]
- A Lot of Insects : Entomology in a suburban garden (1941)[16]